# 獲卡恩斯布魯克足球會 (2002年)
獲卡恩斯布魯克足球會（ Fußballclub Wacker Innsbruck ） 是位於奧地利因斯布魯克的一家足球俱樂部。俱樂部成立於2002年6月。因斯布魯克足球俱樂部認為自己是在2002年破產的提洛爾恩斯布魯克的延續。2004年，俱樂部進入奧地利最高級別的足球聯賽。在2007–08賽季，因斯布魯克獲得奧地利超級足球聯賽第十位，因而降級至奧地利甲級足球聯賽。
在2021-22賽季結束後，獲卡恩斯布魯克在中游名次完成比賽，但球隊沒有申請下一個賽季的許可證，也決定不向仲裁法院提出申訴，因此他們降入第四級別的蒂羅爾州聯賽（Tiroler Liga）。

## 備注
1. ↑  . Österreichische Fußball-Bundesliga. 2022-05-05  [2022-05-12]. （原始内容存档于2022-05-12）.

## 外部連結
- （德文） 官方網站 （页面存档备份，存于）